# Saint-Martin-de-Saint-Maixent
Saint-Martin-de-Saint-Maixent é uma comuna francesa na região administrativa da Nova Aquitânia, no departamento de Deux-Sèvres. Estende-se por uma área de 12,64 km². Em 2010 a comuna tinha 1 125 habitantes (densidade: 89 hab./km²).